# Brandon Nakashima
Brandon Nakashima (n. 3 august 2001, San Diego, California, SUA) este un tenismen profesionist american. Cea mai bună clasare a sa la simplu este locul 43 mondial, la la 17 octombrie 2022, iar la dublu, locul 347, în iunie 2022. El a câștigat un titlu ATP la simplu, precum și finala ATP Next Generation 2022.